# Sukhoi Su-30MKK
Lo Sukhoi Su-30MKK (nome in codice NATO Flanker-G) è un caccia multiruolo biposto bimotore russo derivato dallo Sukhoi Su-30.

## Sviluppo
Il velivolo è stato progettato dallo Sukhoi Design Bureau e costruito presso gli stabilimenti della KnAAPO di Komsomolsk-na-Amur.
Questo mezzo venne realizzato inizialmente per soddisfare la richiesta della Vojska protivovozdušnoj oborony SSSR di una versione del Su-27 migliorata. Come base di partenza, si utilizzò il Su-27UB, dal quale derivò la nuova versione Su-27PU nel 1989. Si trattava di un intercettatore a lungo raggio biposto con avionica rivista e con una sonda di rifornimento estesa. Venne fornito in soli 5 esemplari con la designazione di Su-30 a causa della successiva caduta dell'Unione Sovietica nel 1991.
Dal momento che la Voenno-vozdušnye sily SSSR non era interessata al nuovo modello, la Sukhoi realizzò una nuova versione destinata al mercato di esportazione, e cioè il Su-30MK (Modernizirovannyi Kommercheskiy, Commerciale Modernizzata). Tale modello venne presentato presso il Paris Air Show del 1993.
Nel 1996 la Bhāratīya Vāyu Senā si mostrò interessata all'acquisizione di 8 Su-30K biposto e 32 Su-30MK biposto. Nello stesso anno vennero avviate le trattative con la Zhongguo Renmin Jiefangjun Kongjun per l'acquisto di una nuova variante del Su-30MK, e cioè il Su-30 MKK (Modernizirovannyi Kommercheskiy Kitayski, Commerciale Modernizzata Cinese). Nel 1999 è stato firmato il contratto per la fornitura di 32 MKK dal valore di 2 miliardi di dollari.
Il primo prototipo venne costruito nella primavera del 1999, mentre il primo volo vi fu il 20 maggio 1999 eseguito dai piloti collaudatori I.Ye. Soloviev (dello Sukhoi Design Bureau) e AV Pulenko (della KnAAPO). Tra il 1999 e il 2001 sono stati realizzati quattro prototipi sperimentali, mentre nel 2000 il primo modello è stato presentato in Cina presso lo Zhuhai Air Show. Nello stesso anno vennero consegnati i primi 10 esemplari, mentre nel 2001 vennero venduti i restanti modelli richiesti in due diversi lotti da 10 e 18 pezzi.
Nel 2002 il governo cinese ha firmato un nuovo contratto per l'acquisizione di 24 nuovi caccia Su-30MMK2. Questi velivoli aggiornati per le funzioni anti-nave sono stati consegnati in due lotti diversi nel 2004 dall'azienda Rosoboronexport e sono finalizzati ad entrare in servizio nell'aeronautica navale cinese.

## Tecnica
Questa nuova variante cinese è stata sviluppata dal progettista AI Knyshev. Si tratta fondamentalmente di un ibrido che riprende alcune soluzioni progettuali dal Su-27SK e dal Su-27M. Da quest'ultimo riprende la sezione alare centrale, le prese d'aria, i pannelli alari, le travi di cosa, le pinne aerodinamiche e i carrelli d'atterraggio, mentre dalla SK deriva la fusoliera posteriore.
Può essere equipaggiato con missili aria-terra Kh-29 e Kh-59, con missili anti-radiazioni Kh-31P e con missili aria-aria AA-12 Adder. È inoltre equipaggiato con un sistema ECM di contromisura elettronica. Come propulsori sono stati impiantati due Turbofan AL-31F progettati dalla Lyulka Engine Design Bureau. Secondo alcune fonti, il mezzo sarebbe stato rinforzato per permettere il trasporto, tra armi e carburante, di 38,8 tonnellate totali di materiale. Ha un'autonomia di 1.600 chilometri senza rifornimento, estendibile fino a 3.500 con il rifornimento aereo.
La versione MKK2 è dotata di un nuovo radar di controllo del fuoco N001VEP specificatamente settato per poter impiegare i missili anti-nave a lungo raggio supersonici Kh-17A Krypton-A.

## Impiego
Gli MKK sono stati assegnati sia al 9º reggimento caccia della 3ª divisione aerea con sede presso la città di Wuhu AFB nella provincia di Anhui che alla base di addestramento di Cangzhou AFB della provincia di Hebei. Ciascun sito ha in dotazione 19 velivoli. Si tratta dei primi caccia multiruolo in dotazione alla forza aerea cinese. Data la grande autonomia, pare il mezzo possa essere impiegato per colpire obbiettivi strategici presso Guam, l'Australia, l'Oceano Indiano e il Mar Cinese Meridionale.
I 24 esemplari di MKK2 sono stati invece assegnati al decimo reggimento caccia della 4ª divisione dell'aeronautica navale con sede presso la città di Feidong AB, nella provincia di Zhejiang.

## Velivoli comparabili
F-15E Strike Eagle